# Karoowia lyrigera
Karoowia lyrigera är en lavart som först beskrevs av Brusse, och fick sitt nu gällande namn av Elix. Karoowia lyrigera ingår i släktet Karoowia och familjen Parmeliaceae.   Inga underarter finns listade i Catalogue of Life.